# Alessandro Gambalunga
Alessandro Gambalunga (Rimini, dopo il 1554 – 1619) fu il fondatore dell'omonima  biblioteca pubblica di Rimini.

## Vita
Era nipote di un maestro muratore lombardo poi dedicatosi alla mercatura, e figlio di un commerciante «da ferro» che s'era arricchito con i traffici e  con le doti delle sue quattro mogli.
Nel 1583 circa a trent'anni si era laureato in Diritto civile e canonico a Bologna per fregiarsi del titolo, più pregiato di quello nobiliare che aveva acquisito e che oggi è giudicato «dubbio».

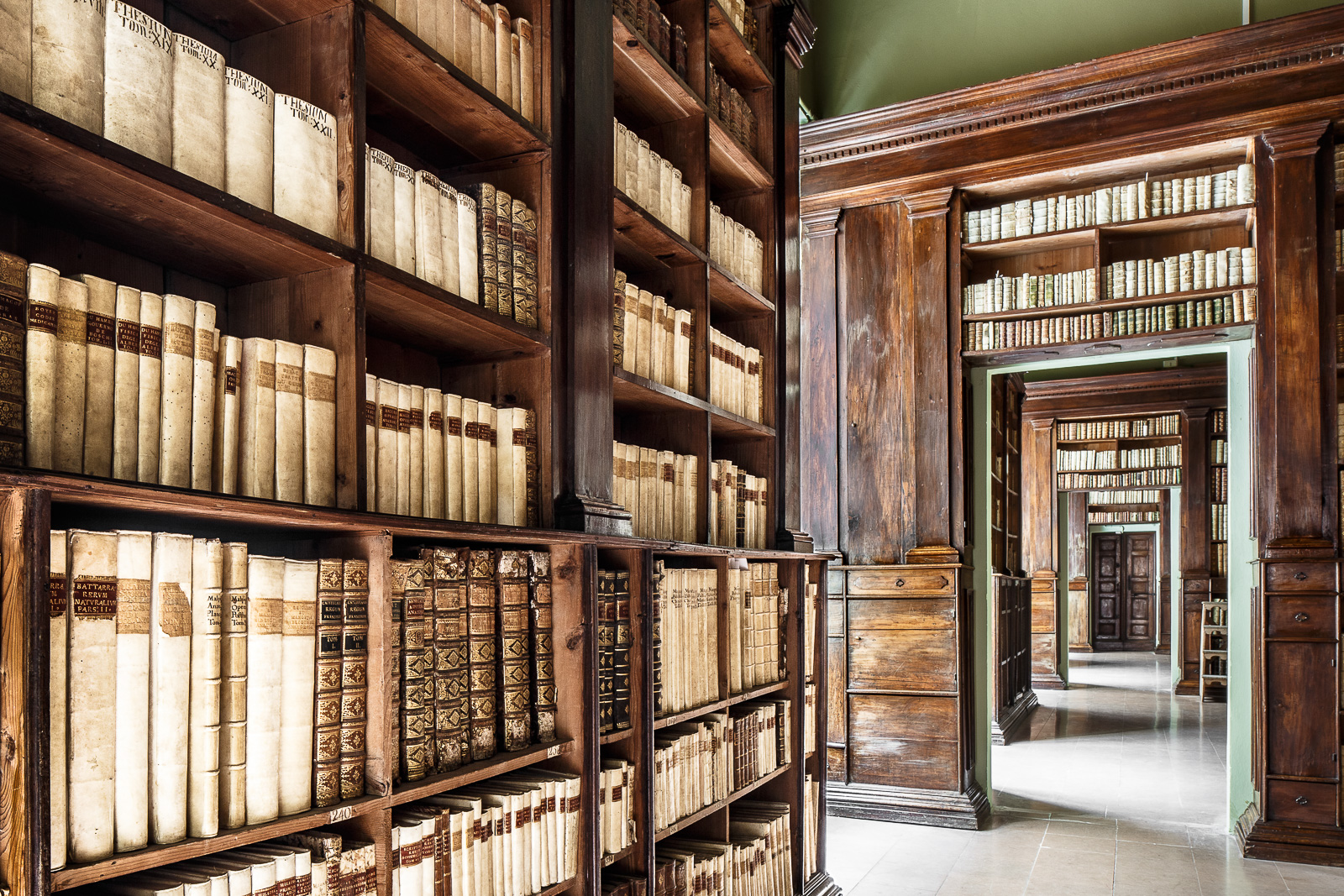
Biblioteca del palazzo Gambalunga

Nel 1610 pose la prima pietra del palazzo di famiglia, che sarà terminato nel 1614 e che gli costerà settantamila scudi. Qui Gambalunga tenne «accademia» e si circondò di letterati ed eruditi che protesse da «vero padrone et [...] mecenate». E qui colloca la sua biblioteca personale.

Acquistati perlopiù sulla ben fornita piazza di Venezia, trasportati a Rimini via mare e rilegati parte a Venezia e parte nel palazzo del Gambalunga, nell'attrezzato laboratorio di «messer Matteo libraro» (che Paola Delbianco ha identificato col libraio Matteo Severini), i libri erano infine collocati «nella stanza da basso della [...] casa», dove ne era liberamente consentita la consultazione.

## Testamento
Nel 1617, nel testamento rogato a Pesaro dal notaio Simone Rossi, Alessandro Gambalunga stabilirà per il futuro e disciplinerà puntigliosamente l'uso pubblico della sua biblioteca. Dopo aver premesso che non sarebbe stata, questa, proprietà riservata dell'auspicato (e mancato) «herede», ma aperta, per l'appunto, «a tutti li altri della città che volessero per tempo nelle [...] stanze di detta mia casa andarsene a servire», il Gambalunga la dotava di 300 scudi annui per l'incremento, la legatura e il restauro dei libri e di 50 scudi per lo stipendio del bibliotecario, «persona di lettere idonea et atta», la cui nomina era affidata all'«Illustrissimo Magistrato di Rimino», ossia ai consoli.
La scelta dei libri sembra finalizzata, oltre che a soddisfare gli interessi di un uomo colto e intellettualmente curioso, ad un uso collettivo della biblioteca: ai testi di diritto - specializzazione disciplinare, se non professionale, del Gambalunga - si affiancano infatti i classici greci e latini (con una particolare predilezione per Cicerone), i buoni autori italiani da Dante al Tasso, gli storici antichi e moderni, le relazioni dei viaggiatori, i trattati di grammatica, poetica e retorica, i manuali di teologia e devozione, gli scritti scientifici, soprattutto di medicina e astronomia.

## Gli eredi
L'ultimo pensiero, l'estrema apprensione di Alessandro Gambalunga era stata per la biblioteca, alla cui sorte legava verosimilmente la perpetuazione di un «cognome, o casata» che, ascesa verticalmente nel giro di un paio di generazioni, rischiava, per mancanza di eredi diretti, di estinguersi altrettanto in fretta. Ciò che di fatto accadrà, nonostante l'istituzione di una secondogenitura nei discendenti maschi di Armellina, unica nipote di Alessandro Gambalunga, maritata al bolognese Cesare Bianchetti: in forza del testamento, il Comune di Rimini erediterà - oltre alla biblioteca e al lascito - anche il superbo palazzo del Gambalunga.

## Inventario 1620
Iniziato il 3 settembre e completato il 17 novembre 1620, l'inventario della biblioteca «bone memorie illustris et excellentissimi Domini Alexandri Gambalonghe» - redatto dal notaio Mario Bentivegni - registra 1438 volumi e poco meno di 2000 opere. Assisteva all'inventariazione Michele Moretti, che reggerà la biblioteca per trent'anni, dal 1619 al 1649.